# Лорен Гарріс
Лорен Стюарт Гарріс CC LL. D. (23 жовтня 1885 — 29 січня 1970) — канадський митець, найбільш відомий як провідний член «Групи Сімох». Він відіграв ключову роль як каталізатор у канадському мистецтві та як візіонер у канадському ландшафтному мистецтві.

## Ранні роки
Лорен Стюарт Гарріс народився 23 жовтня 1885 року в Брантфорді, Онтаріо. Він був сином Томаса Морґана Гарріса та Аннабель Стюарт. Його батько був секретарем фірми A. Harris, Sons & Company Ltd., торговців сільськогосподарською технікою, яка об'єдналася з фірмою Massey у 1891 році, утворивши компанію Massey-Harris Company, пізніше відому як Massey Ferguson. Частка Лорена Гарріса в отриманому капіталі звільнила його від фінансових турбот до кінця життя. Незважаючи на те, що він народився для багатства, він був особистістю, яка проклала власний шлях у свій власний індивідуальний спосіб. У 1894 році помер його батько, і сім'я переїхала до Торонто. У 1899 році він почав навчання в Коледжі Св. Андрія, який на той час знаходився в Роздейлі в Торонто, а потім у 1903 році відвідував Університетський коледж при Університеті Торонто. З 1904 до 1908 року він навчався в Берліні під керівництвом Адольфа Шлябіца, Франца Скарбіни та, швидше за все, Фріца фон Вілле, отримавши академічну основу, подібну до тієї, яку пропонували паризькі академії. Гарріс пробув у Берліні три роки, вивчаючи імпресіонізм і постімпресіонізм, а також дивлячись виставки німецького та європейського сучасного мистецтва. Серед цих виставок було кілька у Берлінському сецесіоні та комплексний огляд німецького мистецтва 19 століття. У 1908 році він подорожував до Австрії, Італії, Франції та Англії, а потім повернувся до Торонто. Він привіз із собою вплив не лише своїх безпосередніх вчителів, але й сецесіоністського руху, з яким він зіткнувся в Берліні. Через літературу та вчителів він, ймовірно, також запізнався з теософією.

## Кар'єра

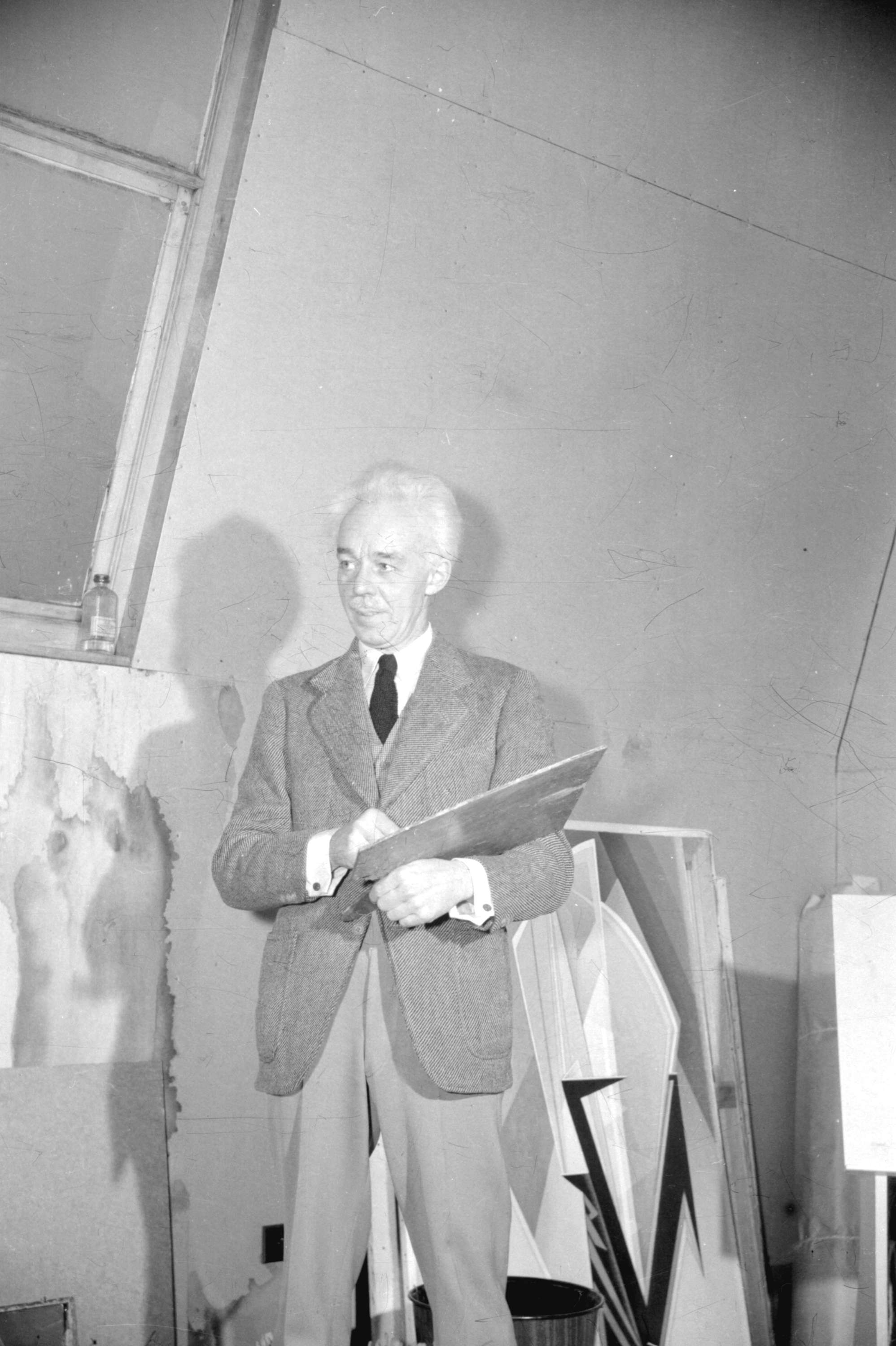
Лорен Гарріс у своїй студії у Ванкувері, приблизно 1944 рік.

У Торонто, куди він повернувся в 1908 році, Гарріс знайшов друзів через Клуб мистецтв і літератури Торонто, до якого він приєднався в 1909 році, подружившись з журналістом Роєм Мітчеллом, ще одним раннім членом. У 1910 році він зацікавився філософією та східною думкою, ймовірно через Мітчелла, і почав серйозно обговорювати теософію (хоча лише в 1924 році  він формально приєднався до Торонтської ложі Міжнародного теософського товариства). З 1910 до 1918 року він зосереджувався у своїй картині на міському пейзажі Торонто, демонструючи значно яскравішу палітру, увагу до світла та багатошаровий розвиток простору, щоб передати відчуття місця. У 1911 році він познайомився і подружився з Дж. Е. Г. Макдональдом, який виставляв ескізи в клубній кімнаті Клубу. Гарріс і Макдональд вирушили в подорожі за замальовками і разом відвідали виставку сучасного скандинавського мистецтва в Баффало в галереї Олбрайт (сьогодні галерея Олбрайт-Нокс) у 1913 році. Побачивши ці твори, вони зрозуміли, що також можуть створити ландшафтне мистецтво, яке було б виразно канадським і сучасним.
У 1913 році Гарріс зробив перший крок, який згуртував групу однодумців у канадському мистецтві, запросивши А. Я. Джексона, який тоді перебував у Монреалі, до Торонто. Наступного року він і його друг доктор Джеймс МакКаллум профінансували будівництво студії в Торонто, яка забезпечила художників, зокрема Тома Томсона, недорогим приміщенням для роботи. У 1915 році Гарріс зремонтував хатину за будівлею студії для Томсона, чиє мистецтво та відданість його покликанню надихнули Гарріса.

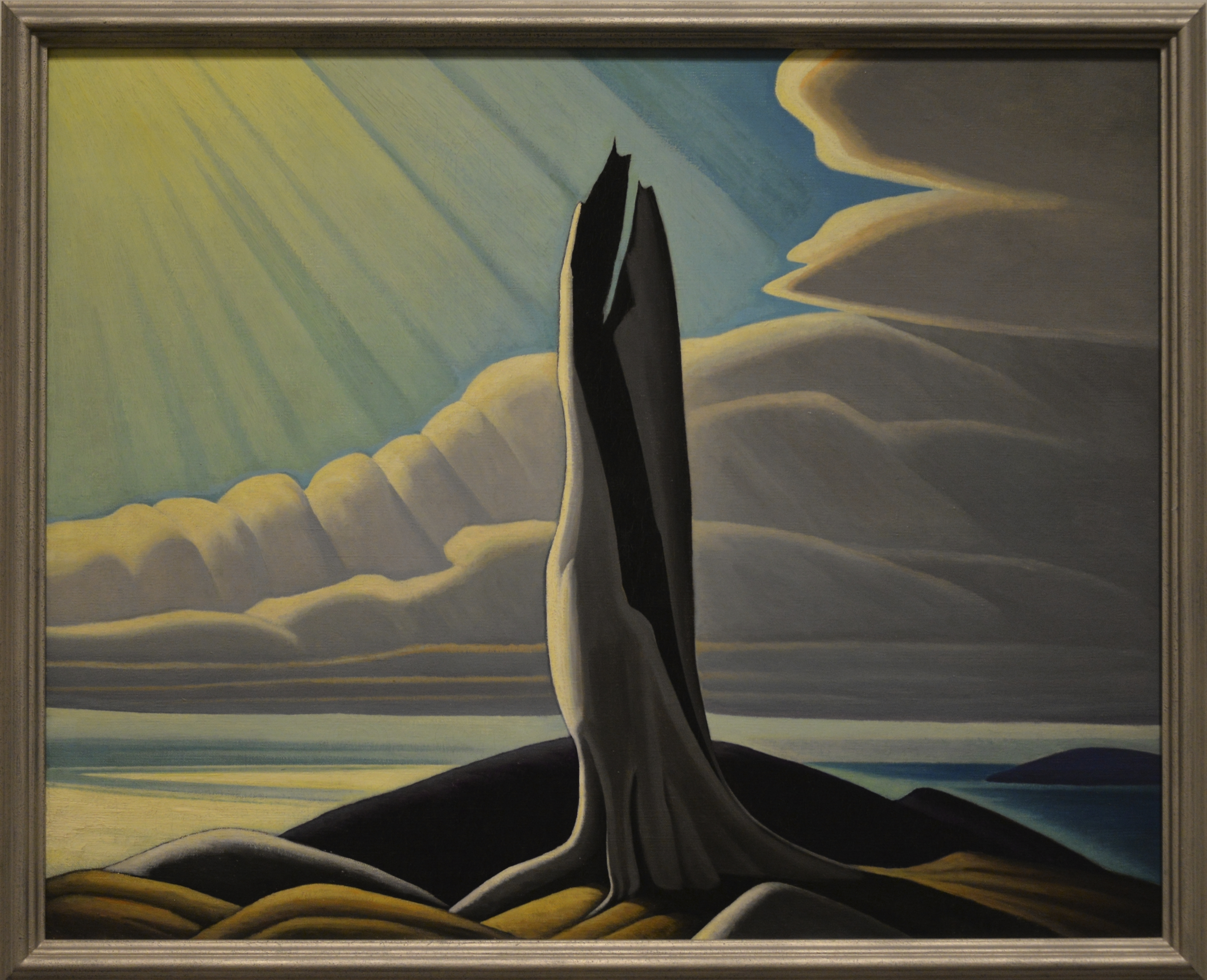
Знакова картина Лорена Гарріса «Північний берез, озеро Верхнє», 1926

## Поїздки у вагоні
У 1918 і 1919 роках Гарріс фінансував поїздки в плацкартних вагонах для художників пізнішої Групи сімох до регіону Алґоми, подорожуючи центральною залізницею Алґоми та малюючи в таких районах, як річка Монреаль і каньйон Аґава. Його творчість показала ефект від таких подорожей: він почав робити ескізи олією на пленері як звичайну практику і використовував ескізи як підготовчий етап при створенні своїх основних полотен.

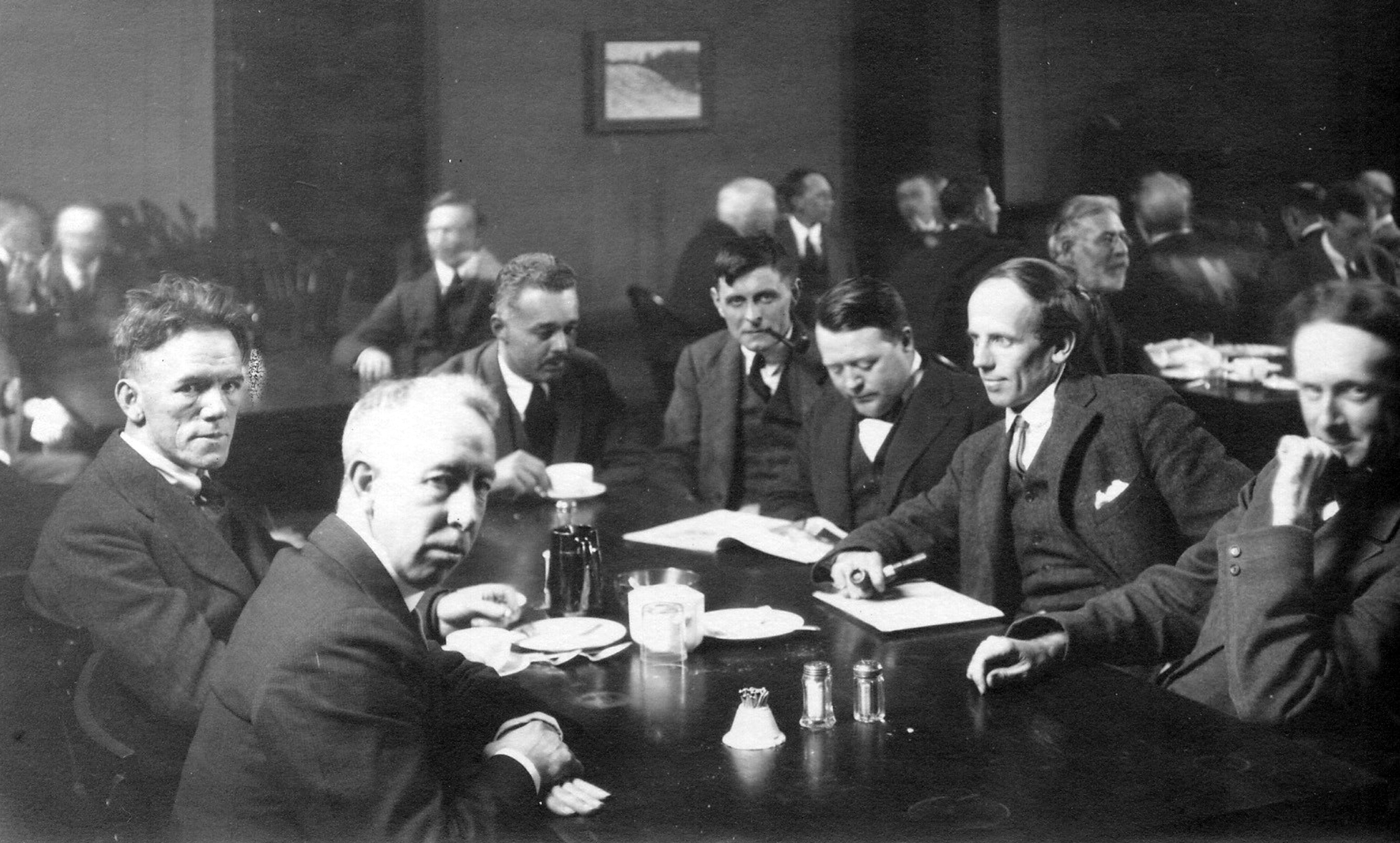
Група із сімох художників: Фредерік Варлі, А. Я. Джексон, Лорен Гарріс, Баркер Ферлі, Френк Джонстон (художник), Артур Лісмер та Дж. Е. Г. Макдональд

У травні 1920 року Гарріс, Дж. Е. Г. Макдональд і Франклін Кармайкл, А. Я. Джексон, Френк Джонстон, Артур Лісмер і Фредерік Варлі сформували Групу семи.

## Озеро Верхнє
Восени 1921 року Гарріс у компанії Джексона вирушив далі за Алґому на північний берег озера Верхнього, куди він повертався щороку протягом наступних семи років. Вони поїхали центральною залізницею Алґоми на північ до Франца, де сіли на потяг Canadian Pacific, що прямував на захід.
Майже кожного жовтня до 1928 року Гарріс повертався до малювання на північному березі озера Верхнього. У той час як його урбаністичні та алґомські картини кінця 1910-х і початку 1920-х років характеризуються насиченими, яскравими кольорами та декоративними композиційними мотивами, відкриття Верхнього озера як джерела сюжетного матеріалу означало зображення особливостей пейзажу на світлі над величезним простором. водойму, що Джексон назвав «вищим порядком». Гарріс передав духовну сторону сцени через більш строгий, спрощений стиль з обмеженою палітрою.

## Скелясті гори
У 1924 році поїздка з Джексоном із замальовками до національного парку Джаспер у канадських Скелястих горах поклала початок темам Гарріса про гори, які він продовжував досліджувати щорічно до 1928 року, мандруючи районами навколо Національного парку Банф, Національного парку Його та Провінційного парку Маунт-Робсон.

## Гренландія
У 1930 році Гарріс вирушив у свою останню тривалу поїздку на пленер, подорожуючи до Гренландії, Канадської Арктики та Лабрадору на кораблі постачання та криголамі Королівської канадської кінної поліції SS. Beothic протягом двох місяців, за цей час він виконав понад 50 ескізів. Отримані арктичні полотна, які він створив із олійних замальовок, ознаменували кінець його пейзажного періоду.

## Модернізм і Гарріс
Мистецька кар'єра Гарріса була одним постійним першовідкриттям. Він був єдиним членом Групи Сімох, який приєднався до європейських та американських форм модернізму. Він завжди глибоко цікавився розвитком сучасного мистецтва. У 1926 році він представляв Канаду на Міжнародній виставці сучасного мистецтва, організованій Société Anonyme (членом якої він був) і показаній у Бруклінському музеї в Нью-Йорку, він допоміг перенести виставку в Торонто в 1927. У 1934 році він написав свої перші абстрактні картини, які частково залежали від його бажання виразити ідеї духу, частково від його попередніх пейзажів Верхнього озера, Скелястих гір і Арктики. Після періоду експериментів, починаючи з 1936 року, Гарріс з ентузіазмом прийняв абстрактний живопис. У ці роки він переїхав до Ганновера, Нью-Гемпшир у 1934 році, потім до Санта-Фе, Нью-Мексико в 1938 році і, нарешті, до Ванкувера в 1940 році. З часом він відійшов навіть від натяків на пейзаж, і його роботи зазнали змін у бік більш самодостатньої форми. Він написав про шлях художника-абстракціоніста від репрезентації до абстракції, щоб стати повністю абстрактним, у «Нарисі абстрактного живопису», опублікованому в 1949 році У 1950-х роках він написав свою версію абстрактного експресіонізму. У 1954 році в окремій публікації, яка була розвинена, виходячи з його попереднього есе про абстракцію, він високо оцінив абстракцію, написавши:
…(в абстрактному мистецтві) ми маємо творчу пригоду в гармонії з найвищим прагненням і пошуком істини, краси та експресивного виклику та спілкування в наші дні".

## Членство в мистецьких організаціях
У травні 1920 року Гарріс, Дж. Е. Г. Макдональд і Франклін Кармайкл, А. Я. Джексон, Френк Джонстон, Артур Лісмер і Фредерік Варлі сформували Групу Сімох. Після розпуску «Групи Сімох» у 1933 році Гарріс та інші члени, що ще були на той час живими, відіграли важливу роль у формуванні її наступниці — Канадської групи художників. Гарріс був її першим президентом. У 1938 році він допоміг організувати Transcendental Group of Painters у Сполучених Штатах.  У 1941 році він був засновником Федерації канадських художників, заснованої в Торонто  і президентом (1944—1947).

## Відзнаки
У 1926 році його робота отримала золоту медаль на Міжнародній виставці Sesquicentennial у Філадельфії. У 1931 році він отримав приз Балтиморського музею мистецтва на першій Балтиморській панамериканській виставці сучасного живопису. У 1946 році Гарріс був нагороджений почесним ступенем Університету Британської Колумбії . Він отримав почесний ступінь LLD (доктора права) в Університеті Торонто в 1951 році. У 1953 році він отримав ступінь магістра права в Університеті Манітоби, Вінніпег. У 1961 році він отримав медаль Ради Канади за 1961 рік. У 1969 році він отримав медаль від Канадської королівської академії мистецтв. У 1970 році він став компаньйоном Ордена Канади, присудженого посмертно.
Гарріс був визнаний історичною особою в Довіднику федеральних спадщин.

## Особисте життя
20 січня 1910 року Гарріс одружився з Беатріс (Тріксі) Філліпс. У пари було троє дітей: Лорен П. Гарріс, Маргарет Енн Гарріс і Говард К. Гарріс, усі вони народилися в перші десятиліття їхнього шлюбу. Пізніше Гарріс закохався в Бесс, дружину свого шкільного друга Ф. Б. Гуссера, але розлучення в той час сприймалося як знак ганьби, особливо для такої соціально помітної людини, як Гарріс.
Згодом Гарріс покинув свою дружину Тріксі, з якою прожив 24 роки, і трьох дітей, і одружився з Бесс Гуссер у 1934 році. Через його дії сім'я Тріксі погрожувала йому звинуваченням у двоєженстві. Пізніше того ж року вони з Бесс залишили свій дім і переїхали до США. У 1940 році вони переїхали до Ванкувера, Британська Колумбія. Бесс померла в 1969 році. Лорен Стюарт Гарріс помер у Ванкувері в 1970 році. Його прах і прах Бесс поховані на території канадської художньої колекції Мак-Майкла в Кляйнбурзі.

## Спадщина
У Торонто його ім'ям назвали парк у Роздейлі за адресою Rosedale Valley Road, 145. Персональна виставка Лорена Гарріса відбулася в США в галереї Americas Society Art Gallery в Нью-Йорку. У 2015 році в Музеї Гаммера в Лос-Анджелесі, штат Каліфорнія, відкрилася пересувна виставка робіт Гарріса «Ідея Півночі: Картини Лорена Гарріса», куратором якої був Стів Мартін. У 2016 році TV Ontario випустила фільм про життя Гарріса «Де співає всесвіт». Він був створений режисером Пітером Реймонтом і режисером Ненсі Ленґ. У 2017 році запрошені куратори Роальд Насґаард і Ґвендолін Овенс організували виставку під назвою «Вищі стани: Лорен С. Гарріс і його північноамериканські сучасники», яка включає близько сімдесяти картин у колекції канадського мистецтва Мак-Майкла . Тут були представлені твори канадських і американських сучасників Гарріса, таких як Бертрам Брукер, Емілі Карр, Лайонел Лемуан Фітцджеральд, Артур Дав, Джорджія О'Кіф, Реймонд Джонсон, Еміль Бісттрам і Марсден Гартлі.

## Рекордні ціни продажу
У 1981 році картина «Південний берег, Баффінів острів» була продана за 240 тис. доларів, що стало рекордною ціною для канадської картини. 29 травня 2001 року картина Гарріса «Бафінів острів» була продана за рекордні 2,2 мільйона доларів (рекорд на той час). Перед аукціоном експерти передбачали, що картина, написана одним із оригінальних членів «Групи Сімох», перевищить 1 мільйон доларів, але ніхто не очікував на більш ніж вдвічі більшу суму. Картина, яка завжди була у приватних руках, зображує крижані білі гори з драматичним блакитним небом. У 2005 році картина Гарріса «Алґома Гілл» була продана на аукціоні Sotheby's за 1,38 мільйона доларів. Вона роками зберігалася в підсобній кімнаті лікарні Торонто, і про неї майже забули, поки її не знайшли прибиральники.
23 травня 2007 року «Сосна і червоний будинок, зима, міська картина II» Гарріса була виставлена на аукціон галереї Heffel у Ванкувері, Британська Колумбія. Картина була приголомшливим полотном 1924 року, яке, за оцінками, мали продати за ціну від 800 000 до 1 200 000 доларів. Картину продали за рекордні 2 875 000 доларів США (включно з премією). 24 листопада 2008 року картина Гарріса «Нерке, Гренландія» була продана на аукціоні в Торонто за 2 мільйони доларів (у чотири рази вище передпродажної оцінки).
26 листопада 2009 року на аукціоні в Торонто олійний ескіз Гарріса «Старий пень» був проданий за 3,51 мільйона доларів. У травні 2010 року картина Гарріса «Острів Байлот I» була продана за 2,8 мільйона доларів на аукціоні Heffel Gallery у Ванкувері, Британська Колумбія. 26 листопада 2015 року його картина «Гора і льодовик» була продана за 3,9 мільйона доларів на аукціоні Heffel Fine Art Auction House в Торонто, побивши попередній рекорд продажу однієї з робіт Гарріса. Ще один твір, «Зимовий пейзаж», був проданий за 3,1 мільйона доларів на тому ж аукціоні. 23 листопада 2016 року картина Mountain Forms, оцінена у 3–5 мільйонів доларів, була продана на аукціоні Heffel за 11,2 мільйона доларів, що є нинішнім рекордом.

### Першоджерела
- Harris, Lawren (1922). Contrasts: A Book of Verse. Toronto: McClelland & Stewart.
- ——— (July 1926). The Revelation of Art in Canada. Canadian Theosophist. 7: 85—88.
- ——— (May 1927). Modern Art and Aesthetic Reactions: An Appreciation. Canadian Forum. 7: 239—41.
- ——— (1929). Creative Art and Canada. У Brooker, Bertram (ред.). Yearbook of the Arts in Canada, 1928-29. Toronto: Macmillan. с. 177—86.
- ——— (15 липня 1933). Theosophy and Art. Canadian Theosophist. 14 (5): 129—32.
- ——— (15 серпня 1933). Theosophy and Art. Canadian Theosophist. 14 (6): 161—6.
- ——— (Dec 1933). Different Idioms in Creative Art. Canadian Comment. 2 (12): 5—6, 32.
- ——— (October 1943). The Function of Art. Art Gallery Bulletin [Vancouver Art Gallery]. 2: 2—3.
- ——— (1948). The Group of Seven in Canadian History. Canadian Historical Association: Report of the Annual Meeting held at Victoria and Vancouver, 16-19 June 1948. Toronto: University of Toronto Press. с. 28—38.
- ——— (Jan 1949). An Essay on Abstract Painting. Royal Architectural Institute of Canada Journal. 26 (1): 3—8.
- ——— (1954). Abstract Painting: A Disquisition. Toronto: Rous and Mann Press.
- ——— (1964). The Story of the Group of Seven. Toronto: Rous and Mann Press., reproduced in Murray, Joan; Harris, Lawren (1993), The Best of the Group of Seven, McClelland & Stewart, ISBN 0-7710-6674-0
- Harris, Lawren (Summer 1987). Lawren Harris's Fallacies About Art. Canadian Literature (113–114): 129—143. Процитовано 30 квітня 2021.

### Вторинні джерела
- Adamson, Jeremy (2008). Lawren Harris: Towards an Art of the Spiritual. The Thomson Collection at the Art Gallery of Ontario. Toronto: Skylet. с. 67—87.
- Bell, Andrew (Christmas 1948). Lawren Harris: A Retrospective Exhibition of His Painting, 1910-1948. Canadian Art. 6 (2): 50—3.
- Boyanoski, Christine (1989). Charles Comfort's Lake Superior Village and the Great Lakes Exhibition. Journal of Canadian Art History. 12 (2): 174—98.
- Carr, Angela K. (1998). Portrait of Dr. Salem Bland: Another Spiritual Journey for Lawren S. Harris?. Journal of Canadian Art History. 19 (2): 6—27.
- Christensen, Lisa (2000). A Hiker's Guide to the Rocky Mountain Art of Lawren Harris. Calgary: Fifth House.
- Duncan, Norman (1909). Going Down from Jerusalem: The Narrative of a Sentimental Traveller. New York and London: Harper and Brothers.
- Duval, Paul (2011). Where the Universe Sings. Toronto: Cerebrus.
- Fairley, Barker (June 1921). Some Canadian Painters: Lawren Harris. Canadian Forum. 1: 275—78.
- Foss, Brian (1999). "Snychronism" in Canada: Lawren Harris, Decorative Landscape, and Willard Huntington Wright, 1916-1917. Journal of Canadian Art History. 20 (1/2): 68—91.
- Frye, Northrop (Christmas 1948). The Pursuit of Form. Canadian Art. 6 (2): 54—7.
- Harris, Bess; Colgrove, R. G. P., ред. (1969). Lawren Harris. Toronto: Macmillan of Canada.
- King, James (2012). Inward Journey: The Life of Lawren Harris. Toronto: Thomas Allen.
- Larisey, Peter (1982). The Landscape Painting of Lawren Stewart Harris (Thesis). Columbia University.
- ——— (1993). Light for a Cold Land: Lawren Harris's Work and Life; An Interpretation. Toronto: Dundurn.
- ——— (1974). Nationalist Aspects of Lawren S. Harris's Aesthetics. National Gallery of Canada Bulletin/Galerie National du Canada Bulletin. 23: 3—9.
- ——— (1974). A Portfolio of Landscapes by Lawren S. Harris/Carton de paysages de Lawren S. Harris. National Gallery of Canada Bulletin/Galerie National du Canada Bulletin. 23: 10—16.
- Lauder, Brian (Summer 1976). Two Radicals: Richard Maurice Bucke and Lawren Harris. Dalhousie Review. 56 (2): 307—18.
- Linsley, Robert (1996). Landscapes in Motion: Lawren Harris and the Heterogeneous Modern Nation. Oxford Art Journal. 19 (1): 80—95. doi:10.1093/oxartj/19.1.80.
- Mandel, Eli (Oct–Nov 1978). The Inward, Northward Journey of Lawren Harris. Artscanada. 35 (3): 17—24.
- Mergen, Bernard (1997). The Modern Minds of Winter. Washington, DC: Smithsonian Institution Press. с. 207—46.
- Murray, Joan (2003). Lawren Harris: An Introduction to his Life and Art. Toronto: Firefly Books. с. 9. Процитовано 26 квітня 2021.
- Murray, Joan (1994b). Northern lights: masterpieces of Tom Thomson and the Group of Seven. Toronto: Key Porter. Процитовано 20 квітня 2021.
- Murray, Joan (1994a). Origins of Abstraction in Canada: Modernist Pioneers. Oshawa: Robert McLaughlin Gallery. Процитовано 18 червня 2021.
- Murray, Joan (Summer 1987). The Literary Lawren Harris: Introduction to Lawren Harris's Fallacies About Art. Canadian Literature (113–114): 129—143. Процитовано 30 квітня 2021.
- Murray, Joan; Fulford, Robert (1982). The Beginning of Vision: The Drawings of Lawren S. Harris. Toronto: Douglas & McIntyre in association with Mira Godard Editions.
- Nasgaard, Roald; Owens, Gwendolyn (2017). Higher States: Lawren S. Harris and his North American Contemporaries. Fredericton, New Brunswick and Kleinburg, Ontario: Goose Lane Editions and McMichael Canadian Art Collection. Процитовано 6 серпня 2021.
- Plaff, L.R. (1978). Portraits by Lawren Harris: Salem Bland and Others. RACAR: Revue d'art canadienne / Canadian Art Review. 5 (1): 21—7. doi:10.7202/1077314ar.
- Reid, Dennis (Dec 1968). Lawren Harris. Artscanada. 25 (5): 9—16.
- Robins, John (Apr–May 1944). Lawren Harris. Canadian Review of Music and Other Arts. 2 (3/4): 13—14.
- Smith, Sydney (Feb–Mar 1942). The Recent Abstract Work of Lawren Harris. Maritime Art. 2 (3): 79—81.
- Street, Linda Marjorie (1980). Emily Carr: Lawren Harris and Theosophy, 1927-1933 (Dissertation). Ottawa: Carleton University.
- Trainor, James (Feb 2001). Facing North. Border Crossings. 20 (1): 61—3.
- What B.C. Means to Nine of Its Best Artists. Maclean's. Т. 71, № 10. 10 травня 1958. с. 27—33.

### Група Сімох і канадське мистецтво
- Boulet, Roger (1982), The Canadian Earth, M. Bernard Loates, Cerebrus Publishing, ISBN 0920016103, архів оригіналу за 8 грудня 2012
- Cole, Douglas (Summer 1978). Artists, Patrons and Public: An Inquiry into the Success of the Group of Seven. Journal of Canadian Studies. 13 (2): 69—78. doi:10.3138/jcs.13.2.69.
- Colgate, William (1943). Canadian Art: Its Origin and Development. Toronto: Ryerson Press.
- Davis, Ann (1992). The Logic of Ecstasy: Canadian Mystical Painting, 1920-1940. Toronto: University of Toronto Press.
- Dawn, Leslie (2006). National Visions, National Blindness: Canadian Art and Identities in the 1920s. Vancouver: UBC Press.
- Dejardin, Ian, ред. (2011). Painting Canada: Tom Thomson and the Group of Seven. London: Dulwich Picture Gallery.
- Duvall, Paul (1972). Four Decades: The Canadian Group of Painters and Their Contemporaries, 1930-1970. Toronto: Clarke Irwin.
- Grace, Sherrill E. (2004). Canada and the Idea of North. Montreal: McGill-Queen's University Press.
- Harper, J. Russell (1966). Painting in Canada: A History. Toronto: University of Toronto Press.
- Hill, Charles C. (1995). The Group of Seven: Art for a Nation. Ottawa: National Gallery of Canada.
- Housser, F. B. (1926). A Canadian Art Movement: The Story of the Group of Seven. Toronto: Macmillan.
- Hubbard, R.H. (1963). The Development of Canadian Art. Ottawa: National Gallery of Canada.
- Jackson, A.Y. (1958). A Painter's Country. Toronto: Clarke Irwin.
- King, Ross (2010). Defiant Spirits: The Modernist Revolution of the Group of Seven (англ.). D & M Publishers. ISBN 978-1553658078.
- MacDonald, Thoreau (1944). The Group of Seven. Toronto: Ryerson Press.
- MacTavish, Newton (1925). The Fine Arts in Canada. Toronto: Macmillan.
- McInnis, Graham C. (1950). Canadian Art. Toronto: Macmillan.
- McKay, Marylin J. (2011). Picturing the Land: Narrating Territories in Canadian Landscape Art, 1500-1950. Montreal: McGill-Queen's University Press.
- Mellen, Peter (1970). The Group of Seven. Toronto: McClelland and Stewart. ISBN 9780771058158.
- Murray, Joan (1994). Northern lights: masterpieces of Tom Thomson and the Group of Seven. Toronto: Key Porter. Процитовано 20 квітня 2021.
- Murray, Joan (1993), The Best of the Group of Seven, McClelland & Stewart, ISBN 0-7710-6674-0
- O'Brian, John; White, Peter, ред. (2007). Beyond Wilderness: The Group of Seven, Canadian Identity, and Contemporary Art. Montreal: McGill-Queen's University Press.
- Orford, Emily-Jane Hills (2008). The Creative Spirit: Stories of 20th Century Artists. Ottawa: Baico Publishing. ISBN 978-1-897449-18-9.
- Reid, Dennis (1970). The Group of Seven. Ottawa: The National Gallery of Canada.
- Robson, Albert H. (1932). Canadian Landscape Painters. Toronto: Ryerson Press.
- Rosenblum, Robert (1975). Modern Painting and the Northern Romantic Tradition: Friedrich to Rothko. New York: Harper & Row.
- Silcox, David P. (2011). The Group of Seven and Tom Thomson. Richmond Hill: Firefly Books. ISBN 978-1554078851.